# Formule Renault Europe
 (juin 2023).
La Formule Renault Europe (ou FRE) est une catégorie de monoplace de compétition automobile issue de la Formule Renault.

## Historique
Présentée sous le nom de Super Formule Renault, en juin 1974, la Formule Renault Europe est une catégorie à part entière et non un championnat européen de Formule Renault.
Du fait de l’arrêt du Championnat de France de Formule 3 en 1974, il existait un écart trop important entre la Formule Renault et la Formule 2, aussi la FFSA et Renault ont décidé de créer une catégorie intermédiaire : la Super Formule Renault, devenue ensuite Formule Renault Europe.
De 1975 à 1977, trois championnats et 51 courses ont été organisés. Mais la Formule Renault Europe n’a jamais réussi à acquérir un statut international, peu de pilotes et de constructeurs étrangers se sont montrés intéressés.
Les constructeurs français comme Martini et AGS ont rapidement su adapter des châssis de Formule Renault à la réglementation de la Formule Renault Europe, avec comme avantage supplémentaire une bonne adaptation des épures de suspension à l’utilisation de pneumatiques à carcasse radiale.
Les principaux constructeurs étrangers étaient March dont la 75R était dérivée de la March 753 de Formule 3, Lola qui avait comme base une Formule Super VW, Modus à partir d’un modèle de Formule Atlantic et Selex qui avait à disposition un modèle de Formule SEAT .
Le retour en 1978, du Championnat de France de Formule 3, signe l’arrêt de mort de cette compétition.

## Réglementation
La Formule Renault Europe se distinguait de la Formule Renault par un moteur plus puissant (160 ch au lieu de 135), une boîte de vitesses avec des rapports différents, des pneumatiques plus larges et plus performants (« slicks » au lieu de rainurés en 1975), une réglementation aérodynamique permettant de générer des appuis plus importants (similaires à la Formule 3).
- Châssis libre
- Empattement mini : 200 cm
- Voie mini : 120 cm
- Moteur R12 Gordini kité type 807, de 160 ch
- Jantes en alliage : 8x10 à l’avant et 8x13 à l’arrière
- Pneumatiques Michelin SB10 slicks (16/53x13 à l’avant, 280x13 à l’arrière)
- Pneumatiques pluie TB15 (16/53x13 à l’avant, 280x13 à l’arrière)
- Poids mini : 470 kg

## Palmarès
| Année | Vainqueur     | Nationalité |
| ----- | ------------- | ----------- |
| 1975  | René Arnoux   | France      |
| 1976  | Didier Pironi | France      |
| 1977  | Alain Prost   | France      |

### Sources et bibliographie
- Échappement n°69 page 44
- Échappement n°70 page 18
- Sport Auto n°150 page 97
- Histoire de la Formule Renault, Christian Courtel éditions ACLA page 100
- Formule Renault Story, Wake Upp
- Formula Renault survey, Karl-Friedrich Katabian, International Race Results and Data Association